# 正字標記

CNS正字標記
自2006年開始使用

正字標記（全稱：CNS正字標記，官方英文名：CNS Mark）是中華民國經濟部標準檢驗局所實施的商品品質認證制度，當廠商的品質管理合乎國際規範，而且產品符合中華民國國家標準（英文縮寫：CNS）時，可檢具相關證明書類向標準檢驗局申請正字標記的核發，經審查核准後，廠商便可在其產品上註記正字標記及證書字號。因此有標註正字標記的商品代表著其品質符合中華民國的國家標準且經過中華民國政府的審查，較為可靠。

## 歷史
正字標記制度於1951年開始實施，法源依據為《正字標記管理規則》，使用的記號是圓圈中一個「正」字，即「㊣」。之後除了陸續引進ISO 9000系列的國際級品質管理規範作為申請標準與開放國外廠商申請之外，為了推行中華民國國家標準（CNS），自2006年起與之結合，遂有如右圖的新標記，全稱也變為「CNS正字標記」。

## 影響
正字標記自1951年實施以來已有相當長的歷史，隨著政府的政令宣導與正字標記認證廠商的廣告宣傳，儘管一般民眾可能仍不甚清楚正字標記的確實意義，但卻已成為深入台灣人民生活的一種記號。在這種背景下，正字標記還被作為慣用語之一使用，意義與註冊商標相混同，意謂著足以識別某物甚至某人的獨特記號，和原始意義已大相逕庭。

## 起源爭議
2009年6月3日，民主進步黨立法委員潘孟安接受TVBS記者訪問時宣稱，正字標記是當年標準檢驗局官員為了給當時中華民國總統蔣中正拍馬屁，以蔣中正的「正」字作為符號：「蔣中正的『正』字，基本上國際化因為沒有人知道，因為沒人知道蔣中正是誰，在全世界台灣要區隔，台灣製造的話要用『台灣合格標章』。」所以他提案要求把正字標記換成強調「台灣」合格的字樣。TVBS記者問潘孟安：「『正』字會不會是『正牌』的意思？可能沒有想到是蔣中正。」潘孟安答：「有沒有這個可能？也有可能啦。」
2009年6月3日，民進黨立委17人由潘孟安領銜，以「『正』字標記不免帶有政治圖騰意涵」為由，在立法院提案修改《標準法》第11、12、16、17條，要求把正字標記改為「台灣合格標章」；2010年12月15日，民進黨立委17人由潘孟安領銜，再次在立法院提案修改《標準法》，要求把「過去不合時宜的」正字標記改為「台灣合格標章」；但均宣告失敗。
2010年12月15日，針對民進黨立委17人由潘孟安領銜提案修改《標準法》，經濟部在立法院第7屆第6會期經濟委員會第12次全體委員會議的口頭報告中表示：
|  | 依教育部字典解釋，「正」即為「合於規範、合於法則」之意，爰「正字標記」即為彰顯其產品品質經檢驗符合國家標準、工廠品質管理符合指定之品管制度。其使用圖式，係作為產品識別性表徵及證明品質性能之標示目的為主，有利於廠商設計包裝、消費者辨識及推廣之產品驗證，並無任何區域性或地理性之代表或政治圖騰意涵。 此外，正字標記之推行即將邁入第60年；核准使用正字標記超過50年之產品，計有南僑水晶肥皂、味丹味精、虹牌紅丹底漆等10種產品8家廠商，正字標記使用之圖式及建立之品牌已深為消費者所熟知。驟然更名，正字標記60年來所建立之累積之品牌形象及知名度將一夕歸零，所損失之品牌價值將難以估算。且依規定，正字標記圖式及證書字號必須詳盡標示在正字標記產品及包裝上；如驟予修法改變名稱及圖式，廠商必須重新鑄造模具以修改所生產產品及包裝上之產品圖式，現有廣告文宣、包裝材料必須塗銷、重製，勢將造成廠商重新投入模具鑄造及廣大文宣製作費用，大幅增加產製與行銷之成本，並將增加消費者辨識之混淆與困擾。…… 另有關「台灣合格標章」，本部工業局已於（民國）98年年底開始推動執行「台灣製產品MIT微笑標章品質驗證制」，截至目前為止已有627家廠商、超過20,000項的產品通過驗證。本部標檢局亦已推動正字標記與MIT標章檢驗報告相互採認，以保障消費者權益，實已符合委員之提案訴求。 |

## 註解
1. ↑  Enclosed CJK Letters and Months （页面存档备份，存于），CIRCLED IDEOGRAPH CORRECT，「正」表示「正確」，參閱中日韓圍繞字元及月份。
2. ↑  〈「正」字標記來自蔣中正？ 綠委要改〉 （页面存档备份，存于），TVBS新聞，2009年6月3日
3. ↑  〈立法院第7屆第3會期第16次會議議案關係文書 院總第1724號 委員提案第8457號〉 （页面存档备份，存于），立法院，2009年6月3日
4. ↑   (PDF).   [2014-01-13]. （原始内容存档 (PDF)于2014-01-13）.
5. ↑   (PDF).   [2013-06-29]. （原始内容存档 (PDF)于2014-01-13）.
6. ↑  立法院第7屆第6會期經濟委員會第12次全體委員會議 經濟部就「賴委員清德等21人所提貿易法第十八條條文修正草案」、「潘委員孟安等25人、薛委員凌等17人及蔡委員煌瑯等16人所提商品標示法第九條條文修正草案」、「潘委員孟安等17人所提標準法部分條文修正草案」口頭報告

## 外部連結
- 正字標記推廣宣導網站